# ハンク・イーガン
ハンク・イーガン（Hank Egan、1937年8月17日 - ）は、アメリカ合衆国のバスケットボール指導者。1999年サンアントニオ・スパーズのアシスタントコーチとして、優勝に貢献した。その後、ゴールデンステート・ウォリアーズ、クリーブランド・キャバリアーズでアシスタントコートを務めた。

## 経歴
1971年から1984年まで、アメリカ合衆国アメリカ合衆国空軍士官学校のファルコンズでヘッドコーチを務め、1984年から1994年までサンディエゴ大学でヘッドコーチを務めた後、サンアントニオ・スパーズ、ゴールデンステート・ウォリアーズ、クリーブランド・キャバリアーズでアシスタントコーチを務め、最も長く在籍し、空軍士官学校出身のグレッグ・ポポビッチ率いるサンアントニオ・スパーズで優勝を経験した。